# Primo Villa Michel

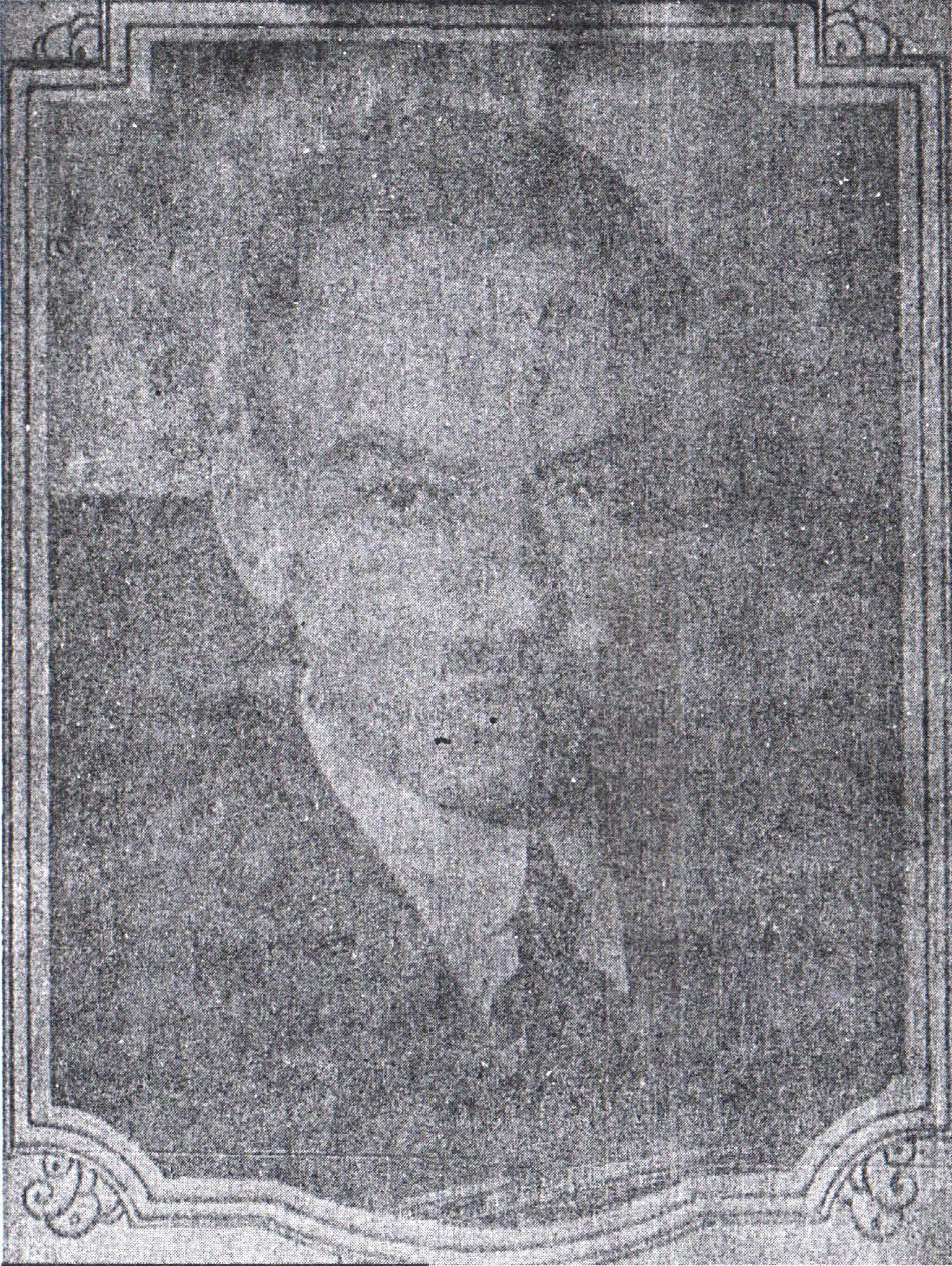
Primo Villa Michel

Primo Villa Michel (*  7. November 1893 in San Gabriel (Jalisco) zeitweise Ciudad Venustiano Carranza, Jalisco; † 22. August 1970 in Mexiko-Stadt) war ein mexikanischer Diplomat.

## Leben
Primo Villa Michel war der Sohn von Mariana Michel de la Fuente und  Primo F. Villa Michel. Er studierte Rechtswissenschaft und auf seinen Vorschlag wurden die Ministerien in Mexiko zum 1. Januar 1933 umbenannt.
Von 8. Mai 1929 bis 17. Dezember 1931 war er Botschafter bei der Regierung des Deutschen Reichs.
Mit Amtssitz in Berlin war er von 5. Juli 1929 bis 31. Januar 1931 auch bei der Regierung in Wien akkreditiert.
Ab 1922, mit Beginn der Ausbeutung von Mineralöl in Venezuela, sank der Mineralölexport aus Mexiko. Die Regierung Lázaro Cárdenas del Río ließ 1934 die mexikanischen Mineralölunternehmen als Petróleos Mexicanos verstaatlichen, um Wettbewerbsfähigkeit mit ausländischen Wettbewerbern zu erreichen. Am 18. März 1938 wurde Compañía Mexicana de Petróleo El Aguila SA in die PEMEX eingegliedert. Primo Villa Michel war der erste Geschäftsführer der PEMEX.
Von 28. November 1938 bis 22. Dezember 1941 war Primo Villa Michel zunächst Botschafter bei der Regierung von Liang Hongzhi, die am 28. März 1938 in Nanjing zusammen getreten war und ab 1940 bei der Regierung von Wang Jingwei.
Nach der Operation PBSUCCESS verließ er am 30. Oktober 1954 Guatemala.